# The Chocolate Chase
The Chocolate Chase est un cartoon, réalisé par Tony Benedict, Gerry Chiniquy, Arthur Davis et Dave Detiege et sorti en 1980, qui met en scène Speedy Gonzales contre Daffy Duck.